# Insektsblomma

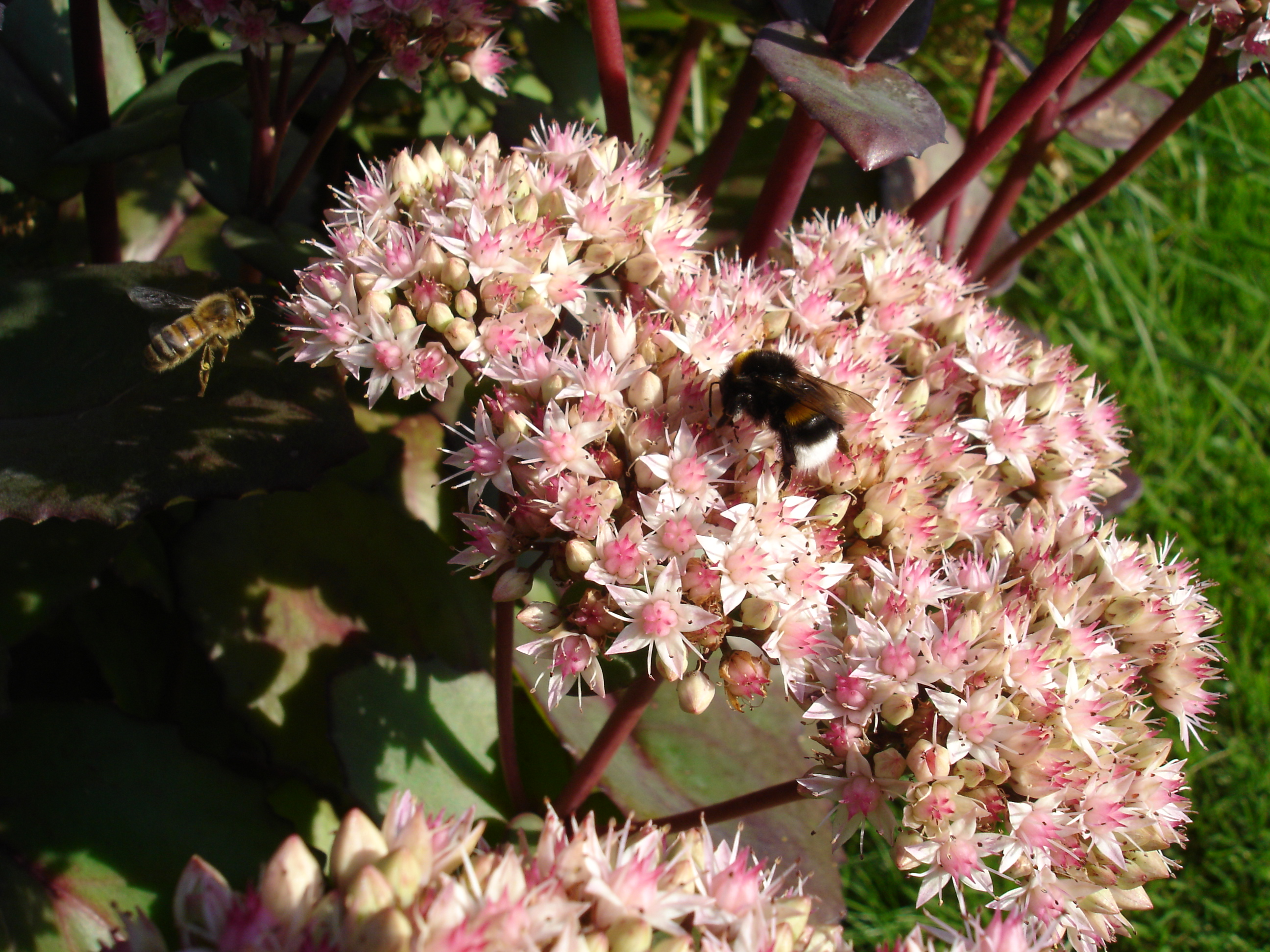
En humla och ett bi som sprider pollen mellan blommor på en kärleksört.

Insektsblommor är de blommor som är utformade så att de attraherar insekter. De kan till exempel har färger åt det högfrekventa (åt det violetta hållet) och producera nektar som insekterna kan äta.